# АТ-П
АТ-П (А — артилерійський, Т — тягач — П — напівброньований) — радянський напівброньований гусеничний артилерійський тягач, призначений для буксирування артилерійських систем масою до 3,7 тонн з одночасним транспортуванням гарматної обслуги та боєкомплекту до гармати. Розроблений у 1949—1953 роках у конструкторському бюро Митищинського машинобудівного заводу. 1954 році прийнятий на озброєння Радянської армії. Серійно вироблявся в 1954—1961 роках на ММЗ.
На базі тягача АТ-П були створені, прийняті на озброєння і серійно випускалися артилерійські рухомі спостережні пункти АПНП-1 («Об'єкт 563») і АПНП-2 («Об'єкт 565»). У 1958 році конструкторським бюро ММЗ були розроблені тягач АТП-Т для роботи в північних умовах і експериментальна інфрачервона прожекторна установка «Ярус», які серійно не випускалися.
АТ-П активно експлуатувався в частинах Збройних сил СРСР в 1950-х—1960-х роках, в основному для буксирування 85-мм протитанкової гармати, 100-мм польової і протитанкової гармати, гармат дивізійної артилерії, 57-мм зенітної гармати С-60 і 160-мм міномета.